# Lindesbergs lasarett
Lindesbergs lasarett i Lindesberg är ett av tre länsdelssjukhus inom Region Örebro län, de övriga är Universitetssjukhuset i Örebro och Karlskoga lasarett i Karlskoga. Lasarettet fungerar som ett akutsjukhus för norra delen av Örebro län och de 52 000 invånarna som bor i Lindesbergs, Nora, Hällefors och Ljusnarsbergs kommuner. 
På lasarettet finns bland annat akutmottagning, anestesi- och intensivvård, kirurgi, ortopedi samt medicinsk och geriatrisk vård. Det finns dessutom sex specialistmottagningar och röntgenklinik. 

## Galleri

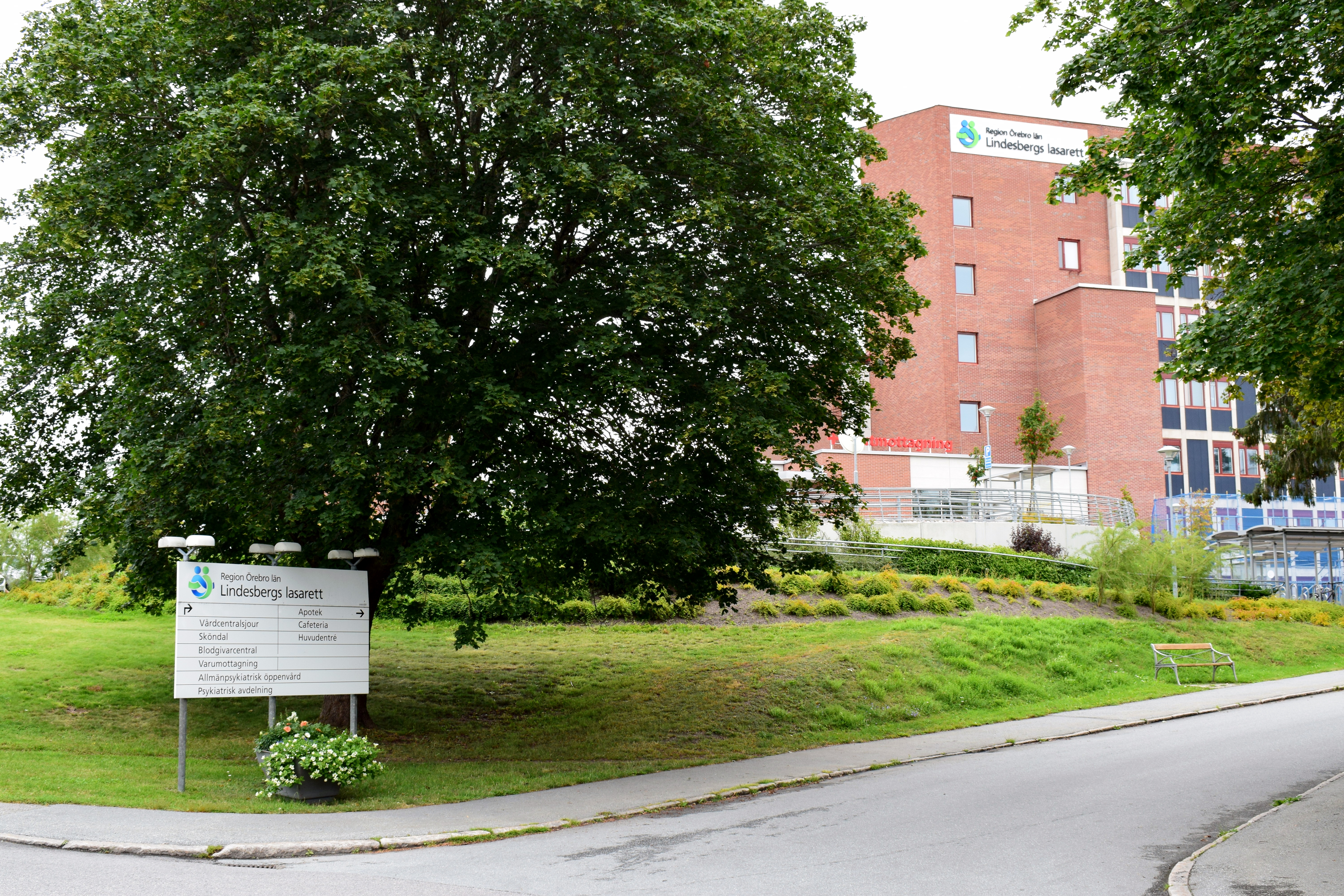
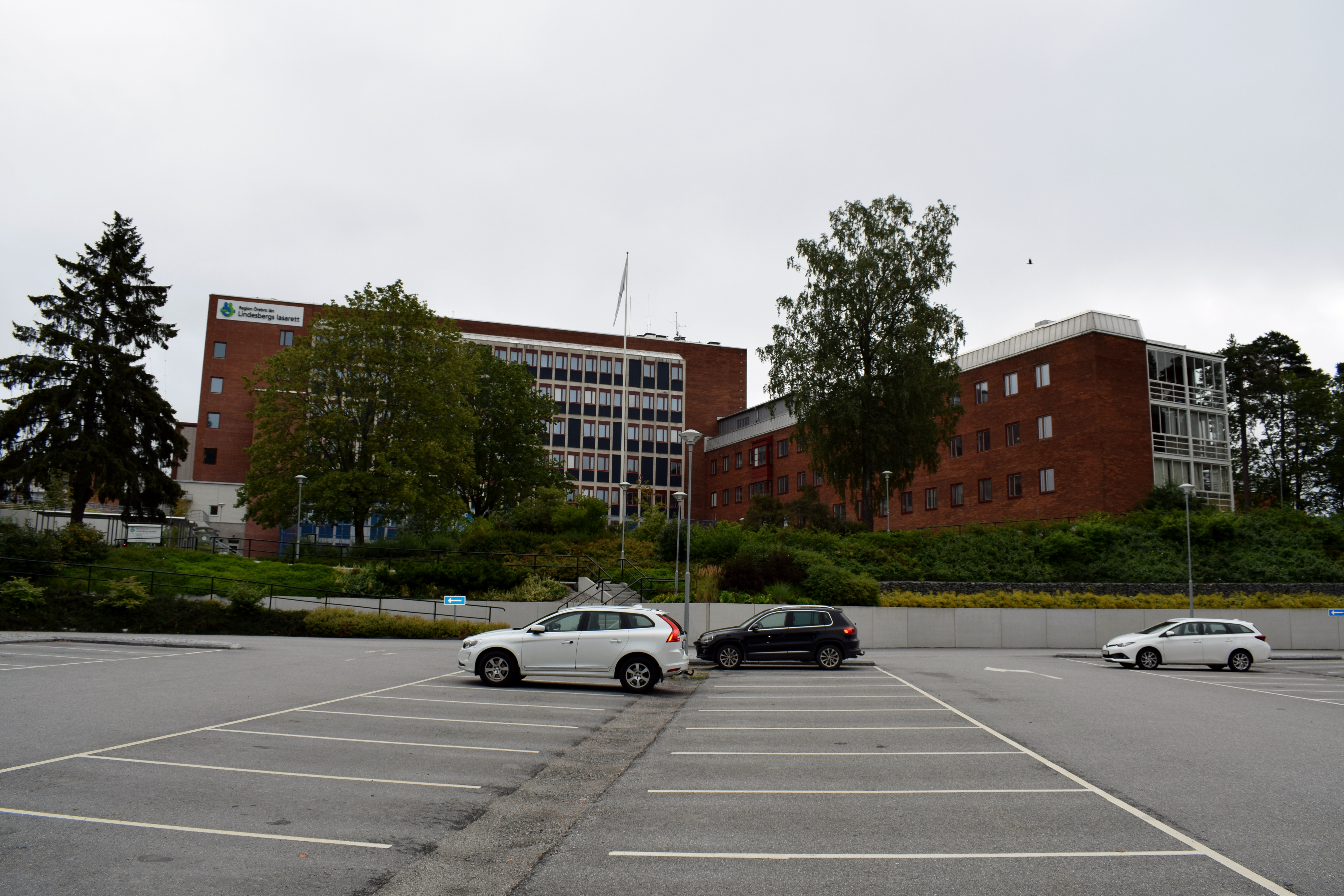
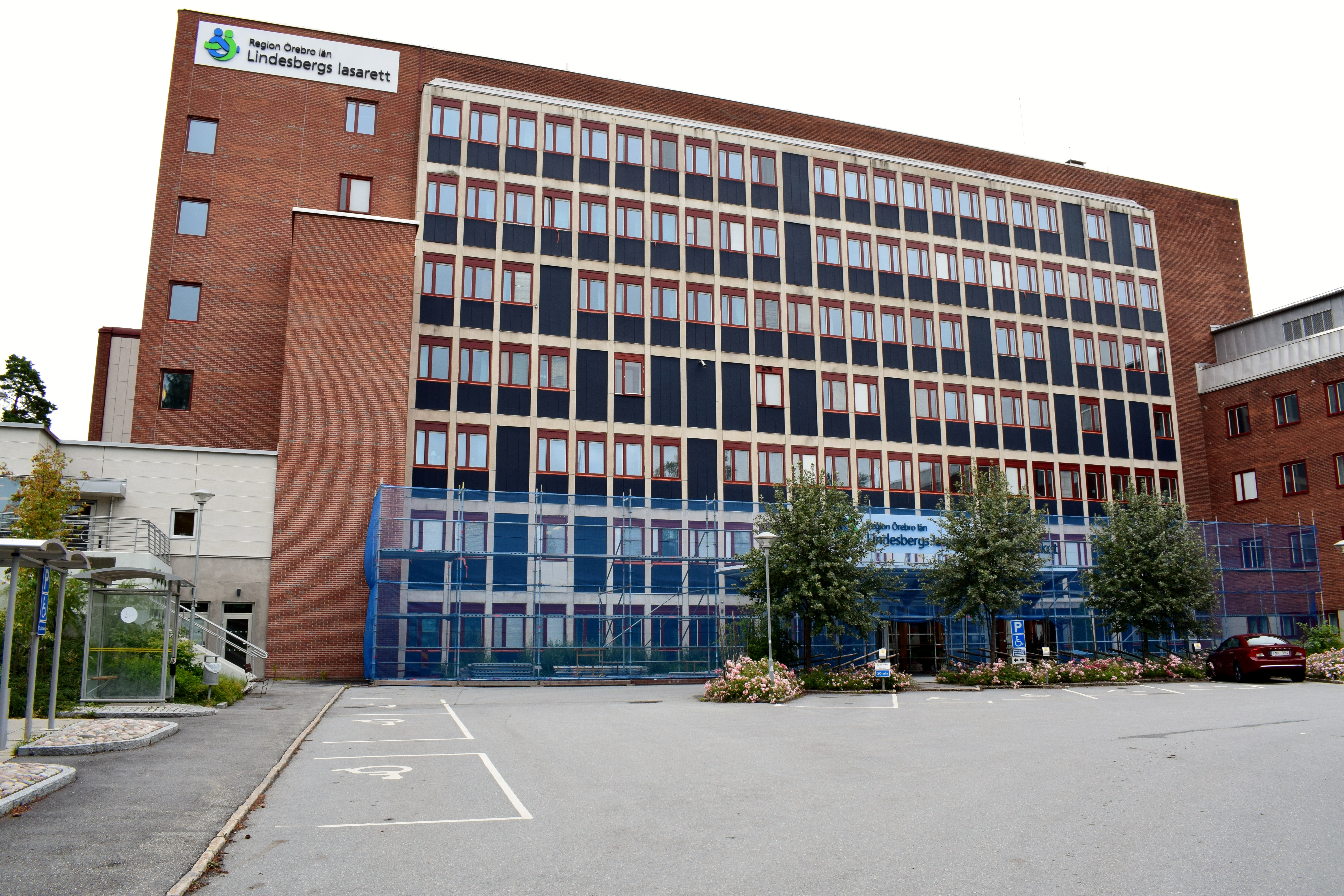
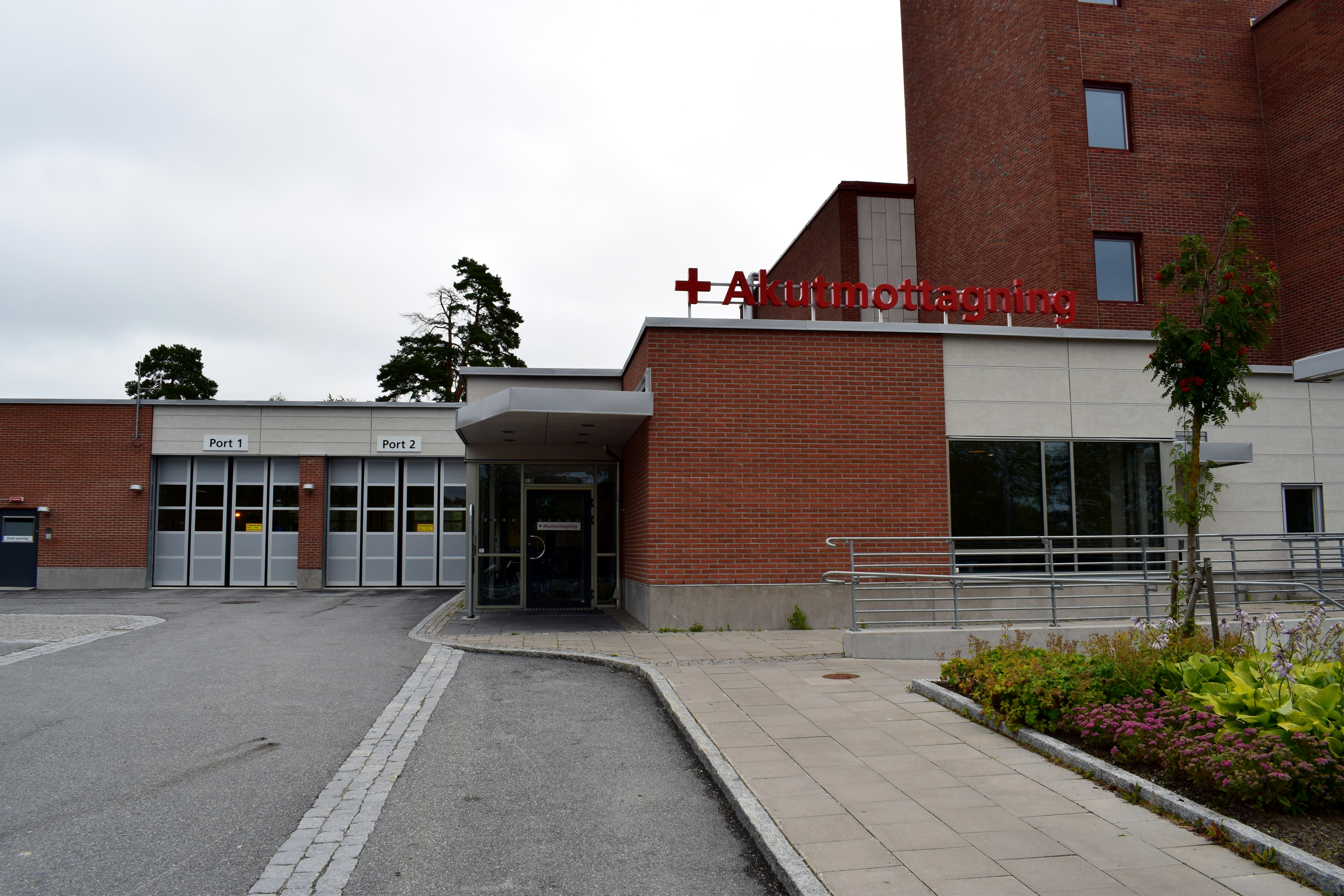